# SSSS.Dynazenon
SSSS.Dynazenon (estilizado como SSSS.DYNɅZENON) es una serie de anime original secuela de la serie de 2018 SSSS.Gridman. El proyecto es parte del Gridman Universe establecido en 2018 después de la serie de tokusatsu de 1993-1994 Denkou Choujin Gridman de Tsuburaya Productions. El anime se estrenó en Japón el 2 de abril de 2021.

## Personajes
Gauma (ガウマ?)
 Seiyū: Daiki Hamano
Yomogi Asanaka (麻中 蓬 Asanaka Yomogi?)
 Seiyū: Junya Enoki
Yume Minami (南 夢芽 Minami Yume?)
 Seiyū: Shion Wakayama
Koyomi Yamanaka (山中 暦 Yamanaja Koyomi?)
 Seiyū: Yūichirō Umehara
Chise Asukagawa (飛鳥川 ちせ Asukagawa Chise?)
 Seiyū: Chika Anzai
Jyuga (ジュウガ Jūga?)
 Seiyū: Hiroshi Kamiya
Onijya (オニジャ?)
 Seiyū: Yuma Uchida
Mujina (ムジナ?)
 Seiyū: Ayaka Suwa
Shizumu (シズム?)
 Seiyū: Kōki Uchiyama
Inamoto (稲本さん Inamoto-san?)
 Seiyū: Mariya Ise
Mei (鳴衣?)
 Seiyū: Azusa Tadokoro
Awaki (淡木?)
 Seiyū: Jin Ogasawara
Nazumi (なずみ?)
 Seiyū: Gakuto Kajiwara
Ranka (らんか?)
 Seiyū: Rio Tsuchiya
Kaneishi (金石?)
 Seiyū: Hikaru Tono

## Producción
El proyecto se anunció en diciembre de 2019 durante la convención Tsubucon de Tsuburaya Productions. En ese momento, el personal de producción original de SSSS.Gridman como el director Amemiya, el escritor Hasegawa, el diseñador de personajes Sakamoto y el compositor Sagisu fueron los que se anunció que regresarían a sus antiguos puestos. Amemiya esperaba que el éxito de SSSS.Dynazenon abriera un nuevo potencial a otros proyectos relacionados con Gridman. Los primeros cinco miembros del elenco se anunciaron en mayo de 2020, incluida la imagen clave de los personajes principales. El primer teaser se emitió en octubre de 2020 para promover a los miembros del elenco inicial.
En diciembre de 2020, información adicional se anunció en el Tokyo Comicon 2020. Aparte de algunas adiciones a los miembros del reparto, el mecha titular Dynazenon fue diseñado por Tsuyoshi Nonaka y Takara Tomy, que finalmente, volvían a participar en la franquicia Gridman después de su participación en Denkou Choujin Gridman en 1993. La serie se estrenó el 2 de abril de 2021 en MBS, BS11 y Tokyo MX. Maaya Uchida  interpreta el tema de cierre de la serie "Strobe Memory".

### Lista de episodios
| N.º | Título | Dirigido por       | Escrito por      | Guionizado por     | Fecha de emisión original |
| --- | --- | ------------------ | ---------------- | ------------------ | ------------------------- |
| 1   | «¿Qué es un usuario de kaiju?» Transcripción: «Kaijū Tsukaitte, Nani?» (en japonés: 怪獣使いって、なに？)                   | Yoshiyuki Kaneko   | Keiichi Hasegawa | Akira Amemiya      | 2 de abril de 2021        |
| 2   | «¿Cuál es tu motivo para luchar?» Transcripción: «Tatakau Riyūtte, Nani?» (en japonés: 戦う理由って、なに？)                | Noboru Furukawa    | Keiichi Hasegawa | Akira Amemiya      | 9 de abril de 2021        |
| 3   | «¿Qué es un traidor?» Transcripción: «Uragirimonotte, Nani?» (en japonés: 裏切り者って、なに？)                             | Yūichi Shimodaira  | Keiichi Hasegawa | Ken Ōtsuka         | 16 de abril de 2021       |
| 4   | «¿Qué es este corazón agitado?» Transcripción: «Kono Tokimekitte, Nani?» (en japonés: このときめきって、なに？)             | Tatsumi Fujii      | Keiichi Hasegawa | Tatsumi Fujii      | 23 de abril de 2021       |
| 5   | «¿Qué significa "como amantes"?» Transcripción: «Koibito Mitaitte, Nani?» (en japonés: 恋人みたいって、なに？)              | Hideyuki Satake    | Keiichi Hasegawa | Hiroyuki Ōshima    | 30 de abril de 2021       |
| 6   | «¿Qué es este dolor?» Transcripción: «Kono Setsunasatte, Nani?» (en japonés: この切なさって、なに？)                        | Yoshiyuki Kaneko   | Keiichi Hasegawa | Yoshiyuki Kaneko   | 7 de mayo de 2021         |
| 7   | «¿Cuál es nuestro motivo para reunirnos?» Transcripción: «Atsumatta Imitte, Nani?» (en japonés: 集まった意味って、なに？)   | Yoshihiro Miyajima | Keiichi Hasegawa | Yoshihiro Miyajima | 14 de mayo de 2021        |
| 8   | «¿Qué es esta vacilación?» Transcripción: «Yureugoku Kimochitte, Nani?» (en japonés: 揺れ動く気持ちって、なに？)            | Rei Ōwada          | Keiichi Hasegawa | Yūichi Abe         | 21 de mayo de 2021        |
| 9   | «¿Qué son estas emociones superpuestas?» Transcripción: «Kasanaru Kimochitte, Nani?» (en japonés: 重なる気持ちって、なに？) | Noboru Furukawa    | Keiichi Hasegawa | Yoshiyuki Kaneko   | 28 de mayo de 2021        |
| 10  | «¿De qué recuerdos te arrepientes?» Transcripción: «Omoidashita Kiokutte, Nani?» (en japonés: 思い出した記憶って、なに？)   | Hideyuki Satake    | Keiichi Hasegawa | Kai Ikarashi       | 4 de junio de 2021        |
| 11  | «¿Qué deseo no puede hacerse realidad?» Transcripción: «Hatasenu Negaitte, Nani?» (en japonés: 果たせぬ願いって、なに？)    | Keita Nagahara     | Keiichi Hasegawa | Keita Nagahara     | 11 de junio de 2021       |
| 12  | «¿Qué fue lo que me confiaron?» Transcripción: «Takusareta Monotte, Nani?» (en japonés: 託されたものって、なに？)           | Yūichi Shimodaira  | Keiichi Hasegawa | Akira Amemiya      | 18 de junio de 2021       |